# Oliver Naesen
Oliver Naesen (ur. 16 września 1990 w Ostendzie) – belgijski kolarz szosowy.

## Najważniejsze osiągnięcia
2014
- 1. miejsce w Top Compétition
- 3. miejsce w Memorial Philippe Van Coningsloo
- 4. miejsce w Ronde van Limburg
- 6. miejsce w Binche-Chimay-Binche

2015
- 1. miejsce w La Poly Normande
- 1. miejsce w Gooikse Pijl
- 2. miejsce w Schaal Sels
- 3. miejsce w GP Stad Zottegem
- 3. miejsce w Omloop van het Waasland
- 5. miejsce w Druivenkoers-Overijse
- 6. miejsce w Tour de Luxembourg
- 7. miejsce w Baloise Belgium Tour

2016
- 1. miejsce w Bretagne Classic Ouest-France
- 2. miejsce w Eneco Tour
- 2. miejsce w Tour de l'Eurométropole

2017
- 1. miejsce w mistrzostwach Belgii (start wspólny)
- 3. miejsce w E3 Harelbeke
- 6. miejsce w Dwars door Vlaanderen
- 7. miejsce w Omloop Het Nieuwsblad
- 8. miejsce w Kuurne-Bruksela-Kuurne

2018
- 4. miejsce w E3 Harelbeke
- 3. miejsce w Eschborn-Frankfurt
- 1. miejsce w Bretagne Classic Ouest-France
- 4. miejsce w Grand Prix Cycliste de Montréal
- 3. miejsce w Tour de l’Eurométropole
- 3. miejsce w Binche-Chimay-Binche
- 4. miejsce w Paryż-Tours

2019
- 2. miejsce w Mediolan-San Remo
- 3. miejsce w Gandawa-Wevelgem
- 2. miejsce w BinckBank Tour
  - 1. miejsce na 7. etapie
- 2. miejsce w Binche-Chimay-Binche
- 3. miejsce w Paryż-Tours

2022
- 2. miejsce w Quatre Jours de Dunkerque
- 3. miejsce w Famenne Ardenne Classic

## Rankingi
| Rok             | 2014 | 2015 | 2016 | 2017 | 2018 | 2019 | 2020 | 2021 | 2022 | 2023 | 2024 |
| --------------- | ---- | ---- | ---- | ---- | ---- | ---- | ---- | ---- | ---- | ---- | ---- |
| UCI World Tour  |      |      | 23.  | 40.  | 15.  |      |      |      |      |      |      |
| World Ranking   |      |      | 51.  | 37.  | 20.  | 14.  | 104. | 143. | 108. | 536. | 144. |
| UCI Europe Tour | 96.  | 17.  | 316. | 45.  | 90.  | 13.  | 87.  | 122. | 91.  | -    | 117. |
| UCI Asia Tour   | -    | -    | 292. | -    | -    |      |      |      |      |      |      |
|                 |      |      |      |      |      |      |      |      |      |      |      |
| Źródło: UCI     |      |      |      |      |      |      |      |      |      |      |      |